# Norah Demierre
Pour les articles homonymes, voir Demierre.
Norah Demierre, née le 12 février 2007, est une athlète de gymnastique rythmique suisse multiple championne nationale.

## Biographie
Norah Demierre naît le 12 février 2007. Elle étudie au gymnase Auguste Piccard.

## Carrière sportive
Norah Demierre commence la gymnastique à l'âge de huit ans après avoir pratiqué le judo.
En mai 2023, elle participe aux Championnats d'Europe de Bakou où elle termine 26e, le meilleur résultat suisse depuis 1982. Le mois suivant, lors des championnats de Suisse, elle remporte le titre à chaque engin ainsi qu'au concours général. La même année, elle se classe 43e aux Championnats du monde de Valence.
Elle renonce aux Championnats d'Europe de Budapest de 2024 en raison d'une blessure à un pied.
En mai 2024, elle comptabilise 13 titres de championne de Suisse.

## Vie privée
Norah Demierre a une sœur, Julie, candidate de la saison 12 de Star Academy et un frère.